# Cadurcodon
Cadurcodon — це вимерлий рід носорогів-амінодонтів, який жив у період пізнього еоцену — олігоцену. Скам'янілості були знайдені по всій території Монголії та Китаю. Можливо, він мав хоботок, схожий на тапіра, завдяки виразним рисам, знайденим у викопних черепах.